# Paul Grümmer
Paul Grümmer (Gera, 26 febbraio 1879 – 30 ottobre 1965) è stato un violoncellista tedesco, ed un didatta e studioso di musica.

## Biografia
Grümmer nacque a Gera in Turingia e studiò al Conservatorio di Lipsia con Julius Klengel.
Divenne noto quale componente del Busch Quartet fondato da Adolf Busch.
Fu anche un eccellente pedagogo e scrisse due trattati sulla musica:
- "Die Grundlagen der klassischen und virtuosen Technik auf dem Violoncello" o "Les Bases de la technique et de la virtuosité de violoncelle" ("Basi della tecnica e del virtuosismo nel suono del violoncello"), Universal Edition, Vienna, 1942.
- "Harmonische neue tägliche Übungen für Violoncello" ("Nuovi esercizi giornalieri: per violoncello"), Bote & Bock, Berlin, 1954.